# Andrena unicincta
Andrena unicincta är en biart som beskrevs av Heinrich Friese 1899. Andrena unicincta ingår i släktet sandbin, och familjen grävbin. Inga underarter finns listade i Catalogue of Life.